# Raputia ulei
Raputia ulei är en vinruteväxtart som först beskrevs av Kurt Krause, och fick sitt nu gällande namn av J.A. Kallunki. Raputia ulei ingår i släktet Raputia och familjen vinruteväxter. Inga underarter finns listade i Catalogue of Life.